# The Great Global Warming Swindle
The Great Global Warming Swindle (übersetzt: „Der große Betrug mit der globalen Erwärmung“) ist ein den Klimawandel leugnender britischer Dokumentarfilm von Martin Durkin aus dem Jahr 2007, der sich gegen die vorherrschende wissenschaftliche Sichtweise der globalen Erwärmung wendet. Kernaussage des Filmes ist, dass der menschengemachte Klimawandel „ein Betrug sei, der von antiindustriellen Umweltschützern zusammen mit beteiligten Wissenschaftlern, Journalisten und Politikern erfunden worden sei und von unzuverlässigen wissenschaftlichen Beweisen gestützt werde“. Er wurde am 8. März 2007 zum ersten Mal auf Channel 4 ausgestrahlt und ist im Internet weit verbreitet.
Der Film wurde vielfach wegen schwerer inhaltlicher Fehler kritisiert. Unter anderem werden darin Ergebnisse der Klimaforschung verdreht oder falsch dargestellt, die Kommentare von Interviewpartnern bearbeitet und Datengrafiken so manipuliert, dass der Eindruck erweckt wird, der Mensch sei nicht verantwortlich für die globale Erwärmung. Channel 4 beschreibt den Film so: „Es handelt sich im Wesentlichen um eine Polemik, und wir erwarten, dass sie Unruhe stiften wird, aber so ist die kontroverse Programmgestaltung, für die Channel 4 bekannt ist.“
In Großbritannien wurde der Film von etwa 2,5 Millionen Zuschauern gesehen. Sechs Wochen nach Erstausstrahlung des Films waren etwa 250 Beschwerden bei der britischen Medienaufsichtsbehörde Office of Communications eingegangen. Regisseur Martin Durkin räumte einige Zeit später viele Probleme und Ungenauigkeiten im Film ein; zu diesem Zeitpunkt hatte der Film aber bereits stark zur öffentlichen Desinformation zur menschengemachten globalen Erwärmung beigetragen.
Die Dokumentation lief in einer überarbeiteten deutschen Fassung unter dem Titel Der Klimaschwindel erstmals am 11. Juni 2007 um 22:15 Uhr bei RTL, n-tv wiederholte die Sendung am 7. Juli 2007.

## Inhalt
In dem Film wird behauptet, dass die gestiegene Menge von Kohlenstoffdioxid in der Atmosphäre nicht die Ursache der globalen Erwärmung sei. Durch die Wirkung von kosmischen Strahlen und Veränderungen der Sonnenaktivität könnten die Temperaturänderungen besser erklärt werden. Laut Durkin bewirke eine Stärkung des Sonnenwindes eine verringerte Einwirkung von kosmischer Strahlung, die wiederum dazu führe, dass eine geringere Wolkenbildung stattfinde. Die verringerte Wolkenbildung ihrerseits führe zu einer geringeren Albedo der Erde und somit zu einer erhöhten Absorption der Sonnenstrahlung.
Laut Durkin ließe sich feststellen, dass es zwischen der Sonnenflecken-Aktivität und den mittleren Jahrestemperaturen der vergangenen vierhundert Jahre Übereinstimmungen gebe, weit größere als zur mittleren CO2-Konzentration der Erdatmosphäre im gleichen Zeitraum. Insbesondere sei in der Zeit zwischen den 1940er- und 1980er-Jahren die mittlere Temperatur um etwa 0,2 Grad Celsius gefallen, während im gleichen Zeitraum die CO2-Konzentration deutlich zugenommen habe. Dies sei bereits Grund genug, einen Ursachenzusammenhang zwischen CO2-Konzentration und Erwärmung skeptisch zu betrachten.
An den Computer-Modellrechnungen, die die IPCC-Berichte maßgeblich geprägt hätten, sei zu kritisieren, dass sie alle die zu beweisende Annahme, dass Kohlendioxid die Hauptursache für die Globale Erwärmung sei, bereits zur Voraussetzung machten. Der größte Faktor des Treibhauseffekts – Wasserdampf – der zwei Drittel des Treibhauseffekts verursache, und dessen Konzentration naturbedingt starken Schwankungen unterliege, bleibe unberücksichtigt. Die Klimamodelle seien nicht imstande, die Klimaentwicklung der vergangenen 10.000 Jahre, eines gut erforschten Zeitraums, nachzubilden. Es sei mit wissenschaftlichen Kriterien nicht vereinbar, grenze bald schon an Irreführung, die Modellrechnungen überhaupt zur Grundlage einer Aussage zu machen, die den Anspruch einer wissenschaftlich fundierten Prognose für sich erhebe.
Die Konzentration auf die Maßnahmen zur Reduzierung von CO2-Emissionen habe negative Folgen für die Entwicklung in der Dritten Welt. Medien und Wissenschaft würden dies nicht veröffentlichen, da es gegen ihre Interessen wäre.
Der Film befasst sich auch mit der Frage, warum die etablierte Wissenschaft nahezu einhellig von der Annahme ausgeht, die anthropogene CO2-Erzeugung sei Ursache der Erwärmung. Ein Erklärungsansatz beleuchtet einen Aspekt der finanziellen Struktur des Forschungsbetriebes, nämlich die Abhängigkeit der Forschung von öffentlichen Mitteln. Inzwischen sei ein Zustand erreicht, in dem der menschengemachte Klimawandel ein politischer und sozialer, vor allem aber ein wirtschaftlicher Faktor sei, der etwa vier Milliarden US-Dollar im Jahr umsetze. Dies bedinge Abhängigkeiten und Interessen, die der Objektivität nicht immer zuträglich seien.
Ein weiterer Aspekt bestehe in insgesamt verzerrender Darstellung des IPCC-Berichts; dieser gebe keineswegs die vorherrschende Meinung der Klimatologie wieder, sondern eher einen Ausschnitt. Eine Reihe beteiligter Wissenschaftler vertrete keineswegs die Aussage des IPCC-Berichts, wieder andere seien aus der Mitwirkung ausgeschieden, man berufe sich aber nach wie vor auch auf diese.
Das Zusammenwirken von Politik, UN-Gremien und öffentlich geförderten Wissenschaftlern weise eine psychologische Dynamik auf: Inzwischen trage die Überzeugung vom menschengemachten Klimawandel quasi-religiöse Züge, die unter anderem zur Folge habe, dass man als Vertreter einer abweichenden Auffassung nicht mehr im naturwissenschaftlichen Diskurs stehe, sondern eher wie ein Ketzer behandelt werde. Mit diesen Aussagen nimmt der Film teil an der politischen Kontroverse um die globale Erwärmung.

## Kritik

Die ursprüngliche und die korrigierte Version der Temperaturdaten aus dem Film, verglichen mit den offiziellen Daten von NASA GISS

Der Film wurde scharf kritisiert. So enthalte er schwere Fehler, die die Glaubwürdigkeit herabsetzen, und verwende Grafiken, die veraltet, verzerrt, falsch beschriftet oder einfach falsch seien, um seine Thesen zu stützen. Widersprechende Fakten würden komplett verschwiegen, so die Tatsache, dass Entwicklungsländer nach dem Kyoto-Protokoll von der CO2-Minderung ausgenommen sind. Inzwischen bezeichnete ein Mitarbeiter des Senders Channel 4 die Dokumentation als „polemisch“.
Der Klimaforscher Stefan Rahmstorf nannte den Film ein „bizarres Gebräu mit vielen […] Falschbehauptungen, täuschenden Grafiken und gefälschten Daten“. Unter anderem sei im Film behauptet worden, dass Vulkane mehr Kohlenstoffdioxid ausstießen als der Mensch. Tatsächlich sind die menschlichen Kohlendioxidemissionen jedoch etwa 100 mal größer als die vulkanischen.
Der Meteorologe Alan Thorpe schrieb in einem Kommentar im New Scientist, dass die Hauptaussage des Films falsch sei, und es keine glaubwürdigen Beweise dafür gebe, dass kosmische Strahlen eine signifikante Rolle spielen.
Der im Film mit vielen Minuten Redezeit als Experte (Bauchbinde „Former Professor of Climatology“) auftretende Timothy Ball räumte noch im Jahr der Veröffentlichung vor Gericht ein, acht statt der im Film angegebenen 28 Jahre Professor gewesen zu sein. Weiterhin habe er in Geographie promoviert, nicht in Klimatologie. Seine Professur lag zum Zeitpunkt der Filmproduktion über 10 Jahre zurück. Ball hat zuletzt in den 1980er Jahren zu den Themen „Wanderung von Gänsen als Indikator von Klimawandel“ und „Verlagerung der Waldtundra in Zentralkanada“ in begutachteten Fachmagazinen publiziert.
Der als Experte im Film auftretende dänische Wissenschaftler Eigil Friis-Christensen, dessen Hypothese von einem Zusammenhang zwischen der Länge des Sonnenfleckenzyklus und der Temperaturentwicklung der letzten 400 Jahre im Film aufgegriffen wird, kritisierte den Film nach seinem Erscheinen. Seine Daten seien in dem Film verfälscht worden und der Film schließe fälschlicherweise menschliche Treibhausgasemissionen als Ursache der globalen Erwärmung aus. Knud Lassen, Ko-Autor von Christensens Arbeiten über diese Hypothese, stellte im Jahr 2000 selbst fest, dass es für den Zeitraum ab 1990 keine Korrelation mehr gab. Auch Christensen verwarf später einen Zusammenhang für den Zeitraum ab 1986.
Die britische Royal Society wirft dem Film vor, ein gefährliches Spiel zu spielen, indem er Randmeinungen vertrete, Beweise missachte und damit von notwendigen Klimaschutzmaßnahmen ablenke.
Der Film präsentiert beispielsweise aus dem IPCC-Bericht entnommene Daten zur Entwicklung der Sonnenaktivität und zur jährlichen Temperaturveränderung jeweils durch zwei übereinander gelegte Graphen in einem Zeitdiagramm. Anhand des synchronen Verlaufs der beiden Graphen sollte gezeigt werden, dass die Sonne für die globale Temperaturentwicklung verantwortlich ist. Die Kurven endeten in der Durkin-Präsentation allerdings im Jahr 1980, obwohl der IPCC-Bericht aktuellere Daten lieferte, nach denen die Sonnenaktivität deutlich hinter der wachsenden Temperaturveränderung zurückblieb.
George Monbiot warf dem Sender Channel 4 vor, die Fakten zu verdrehen, um sensationsheischend eine Kontroverse zu erzeugen. Wenn man wie dieser Film bereits widerlegte Arbeiten verwende und Ergebnisse einseitig auswähle, könne man praktisch alles als wahr darstellen. Eigentlich sei dem Sender schon bekannt gewesen, dass der Produzent des Films, Martin Durkin, schon bei einer früheren Dokumentation unseriös gearbeitet habe, und der Sender damals eine öffentliche Entschuldigung ausstrahlen musste, weil er Interviewpartner getäuscht und deren Aussagen verfälschend wiedergegeben hat. Auch im Zusammenhang mit „The Great Global Warming Swindle“ wird Durkin vorgeworfen, Stellungnahmen von Interviewpartnern in einen falschen Kontext gestellt zu haben. Carl Wunsch, ein betroffener Professor, spricht von einer „Verdrehung“ seiner Aussagen und „reiner Propaganda wie nichts seit dem Zweiten Weltkrieg“. Vielfach wurde Durkin auch vorgeworfen, er verbreite mit seinem Film Verschwörungstheorien.